# اورلیو گونزالس (بازیکن فوتبال)
اورلیو گونزالس (انگلیسی: Aurelio González؛ ۲۵ سپتامبر ۱۹۰۵ – ۹ ژوئیهٔ ۱۹۹۷) یک بازیکن فوتبال اهل پاراگوئه بود.